# Орешников (овраг)
Орешников — овраг с сезонным водотоком в Кинель-Черкасском районе Самарской области России. Левый приток Малого Кинеля. Длина реки — 13 км. Площадь водосборного бассейна — 36,4 км².
Протекает по территории сельского поселения Новые Ключи. Исток в 4,5 км к востоку от села Новые Ключи. Течёт по оврагу на север. Впадает в Малый Кинель по левому берегу в 43 км от устья. Высота устья — 56 м над уровнем моря.
В среднем течении на правом берегу расположен посёлок Заовражный. Имеются пруды на реке у посёлка и в верховьях. В нижнем течении реку пересекает автодорога Кинель-Черкассы — Октябрьский.

## Данные водного реестра
По данным государственного водного реестра России относится к Нижневолжскому бассейновому округу, водохозяйственный участок реки — Большой Кинель от истока и до устья, без реки Кутулук от истока до Кутулукского гидроузла. Речной бассейн реки — Волга от верхнего Куйбышевского водохранилища до впадения в Каспий.
Код объекта в государственном водном реестре — 11010000812112100008388.